# Бремъртън
Бремъртън (на английски: Bremerton, звуков файл и буквени символи за произношение ) е град в окръг Китсап, щата Вашингтон, САЩ. Бремъртън е с население от 37 259 жители (2000) и обща площ от 67,5 km². Намира се на 12 m надморска височина. ЗИП кодът му е 98300-98399, а телефонният му код е 360.